# Brezovka
Brezovka é um município da Eslováquia, situado no distrito de Bardejov, na região de Prešov. Tem 3,27 km² de área e sua população em 2018 foi estimada em 113 habitantes.

## História
Em registros históricos a vila foi mencionada pela primeira vez em 1572. 

## Demografia
| Ano:        | 1994 | 2004   | 2014   | 2024   |
| ----------- | ---- | ------ | ------ | ------ |
| Broj ljudi: | 111  | 113    | 115    | 112    |
| Razlika:    |      | +1,80% | +1,76% | -2,60% |

| Ano:               | 2023 | 2024   |
| ------------------ | ---- | ------ |
| Número de pessoas: | 111  | 112    |
| Diferença:         |      | +0,90% |

## Geografia
O município encontra-se a uma altura de 360 metros acima do nível do mar.